# Ludwig Hörmann
Ludwig Hörmann (ur. 6 września 1918 w Monachium – zm. 11 listopada 2001 tamże) – niemiecki kolarz szosowy i torowy, brązowy medalista szosowych mistrzostw świata.

## Kariera
Największy sukces w karierze Ludwig Hörmann osiągnął w 1952 roku, kiedy zdobył brązowy medal w wyścigu ze startu wspólnego podczas szosowych mistrzostw świata w Luksemburgu. W zawodach tych wyprzedzili go jedynie jego rodak Heinz Müller oraz Szwajcar Gottfried Weilenmann. Na rozgrywanych rok później mistrzostwach świata w Lugano był czternasty w tej samej konkurencji. Ponadto był między innymi pierwszy w Deutsches Dreitagerennen i trzeci w szwajcarskim Grand Prix de Suisse w 1953 roku. Startował także na torze, zdobywając między innymi cztery złote medale mistrzostw kraju. Nigdy nie wystąpił na igrzyskach olimpijskich. Jako zawodowiec startował w latach 1946-1955.